# 西人吉駅
西人吉駅（にしひとよしえき）は、熊本県人吉市下原田町にある、九州旅客鉄道（JR九州）肥薩線の駅である。

## 歴史
- 1952年（昭和27年）6月1日：日本国有鉄道により開設[2]。人吉機関区にキハ41000形気動車が配置され、運転を開始したことによる開業である。
- 1987年（昭和62年）4月1日：国鉄分割民営化により九州旅客鉄道が継承[3]。

## 駅構造
単式ホーム1面1線を有する地上駅。駅舎はないが待合所が設置されている。無人駅。

## 駅周辺
駅前は住宅街であるが、南へ約100メートルの地点を国道219号が走っている。この国道は交通量が多く、産交バスの西人吉駅前バス停も国道上にある。当駅から西へ約300メートルの地点から渡駅方向へ数百メートルに渡って、線路沿いに桜の木が植えられており桜のトンネルを楽しめる。肥薩線の名所の1つである。
- 西人吉駅前簡易郵便局
- 蘇春堂光生病院
- 人吉市立中原小学校
- ヤマダデンキテックランド人吉店
- サンロード下原田店
- 国道219号

## 隣の駅
九州旅客鉄道（JR九州）
■肥薩線
渡駅 - 西人吉駅 - 人吉駅